# Aguie (departamento)
Aguie  é um departamento de Maradi, região do Níger com 245 996 habitantes em 2012. Sua capital é a cidade de Aguie.

## Comunas
O departamento é composto pelas seguintes comunas:
- Aguié (comuna urbana)
- Gangara
- Gazaoua
- Tchadoua